# سید علی مقدم
سیدعلی مقدم معاون ارتباطات مردمی دفتر رهبر جمهوری اسلامی ایران است. وی رئیس شورای عالی قرآن و رئیس «مرکز طبع و نشر قرآن جمهوری اسلامی» است.

## ماجرای سعید طوسی
در ماجرای سعید طوسی نام سیدعلی مقدم به عنوان کسی که در چند سال گذشته اجازه نداده پرونده به سرانجام برسد مطرح شد. حسین الله‌کرم در دوم آذر ۱۳۹۵ گفت که در پی انتشار این خبر «کلاس‌های قرآن در محله‌ها و مساجد با کاهش حضور نوجوانان روبروست» و خانواده‌ها از حضور فرزندانشان در این کلاس‌ها «ممانعت» می‌کنند. الله کرم خطاب به قوه قضائیه دو خواسته را مطرح کرده است: نخست «اگر فردی در دفتر رهبری با سوءاستفاده از دفتر به حمایت از طوسی برخواسته یا در ایام محاکمه او را در مجالسی با حضور رهبری یا در افتتاحیه مجلس کنونی شرکت داده به اتهام وهن دفتر رهبری محاکمه گردد» و دوم محاکمه «شورای عالی قرآن یا هر دستگاهی ازجمله صدا و سیما و مجلس کنونی» در صورت اطلاع آنها «از پرونده اتهام طوسی» و «اقدام به حمایت از وی» به اتهام «وهن مکتب اسلام و قرآن» است.